# John Linley Frazier
John Linley Frazier (26 de enero de 1946 - 13 de agosto de 2009), también conocido como The Killer Prophet (lit. 'El profeta asesino', en español), fue un asesino en masa estadounidense que mató a cinco personas en el condado de Santa Cruz, California, y el primero de tres hombres que comenzaría una ola de asesinatos en este condado en la década de 1970, mientras que los otros fueron Herbert Mullin y Edmund Kemper.

## Biografía
John Linley Frazier nació el 26 de enero de 1946 en Ohio. Después de un accidente en auto a finales de la década de 1960, se volvió un fanático religioso, quien estudiaba la Biblia de manera obsesiva. Creía que la voz de Dios era la que le decía que cometiera homicidios para así evitar que el medio ambiente fuera destruido por hombres ricos como Victor Ohta. Frazier solía decirle a sus amigos que Dios lo había escogido para salvar al medio ambiente.

## Asesinatos

### Antecedentes
Los asesinatos tuvieron lugar un poco después de los asesinatos de Tate-LaBianca a manos de los miembros de la Familia Manson en Los Ángeles, al igual que los del asesino del Zodiaco en San Francisco.
Frazier se convenció a sí mismo de que él era el mismo Juan (John, en inglés) mencionado en el libro de las Revelaciones en el Nuevo Testamento, y todos los esfuerzos por parte de su esposa y de su madre para que asistiera a terapia fueron infructíferos. Una semana antes de los asesinatos, le dijo a su esposa que "algunos materialistas tendrían que morir" para que él pudiera cumplir con su destino.

### Día de los asesinatos
El 19 de octubre de 1970, Frazier entró a la casa del adinerado oftalmólogo Victor Ohta, en la zona turística frente al mar de Soquel, a unos cuantos kilómetros al sur de Santa Cruz. La mansión, situada en la cumbre de una colina con vista hacia la Bahía de Monterrey, había sido diseñada por un discípulo de Frank Lloyd Wright. Frazier prosiguió a asesinar a Ohta, su esposa, sus dos hijos y su secretaria médica. Les disparó a todos con un revólver de calibre .38 y empujó sus cuerpos hasta la piscina de la mansión.

Después de los asesinatos, Frazier redactó una nota con una máquina de escribir propiedad de Ohta, la cual dejó en la ventana del Rolls Royce de Ohta. La nota decía:
Halloween, 1970. 
Este día iniciará la Tercera Guerra Mundial, traída a ustedes por las Personas del Universo Libre. A partir de este día, todas y/o cada una de las personas o grupo de personas que usen incorrectamente al medio ambiente o destruya el mismo, sufrirá la pena de muerte por parte de las Personas del Universo Libre. Mis camaradas y yo pelearemos desde este día hasta la muerte o la libertad contra cualquiera que no apoye la vida natural en este planeta. El materialismo debe morir, o la Humanidad lo hará.
EL CABALLERO DE BASTOS 
EL CABALLERO DE COPAS 
EL CABALLERO DE OROS 

EL CABALLERO DE ESPADAS
Frazier le prendió fuego a la casa y bloqueó el camino hacia la propiedad con los autos del doctor y de la secretaria. Luego huyó en la familiar de Virginia Ohta, la cual posteriormente abandonó y quemó en un túnel de ferrocarril.

### Arresto
Vecinos informaron a la policía de que habían advertido a Frazier rondando por Soquel, California, portando un arma. Se creía que el arma, un revólver de calibre .38, había sido utilizada en los asesinatos. También hubo reportes que indicaban que se había visto a Frazier conduciendo la familiar desaparecida de los Ohta.
Dos ayudantes del sheriff, Bradley Arbsland y Rodney Sanford, fueron enviados al bosque y encontraron la cabaña en la que, según se había reportado, vivía Frazier. Al entrar, la cabaña estaba vacía, pero descubrieron indicios de actividad reciente. Los dos oficiales mantuvieron la cabaña bajo vigilancia durante 20 horas, escondidos entre algunos arbustos cercanos. A la mañana siguiente, a las 7:30 A.M. del 23 de octubre, ambos oficiales capturaron a Frazier mientras dormía. La detención se logró cuatro días después del asesinato de la familia Ohta.

## Juicio y resultados
El jurado concluyó que Frazier estaba legalmente cuerdo, por lo que fue juzgado y condenado por cinco delitos de asesinato.
En el primer día del juicio, Frazier apareció en corte con un nuevo estilo que representaba los dos lados de un hippie. Un lado tenía cabello largo y barba crecida, mientras que el otro estaba calvo, sin barba, cabello ni ceja. Posteriormente se afeitó la barba por completo por consejo de su abogado. Frazier fue sentenciado a muerte el 29 de noviembre de 1971; sin embargo, la pena de muerte fue abolida en California en 1972, por lo que su sentencia se convirtió en cadena perpetua.
Las dos hijas de la familia Ohta, Tara, de 18 años, y Lark, de 15, se encontraban en un internado durante los asesinatos. No obstante, Tara se suicidó siete años después.

## Muerte
Frazier se ahorcó en la Prisión Estatal de Mule Creek en Ione, California, el 13 de agosto de 2009.

## En cultura popular

### Literatura (en inglés)
- Ward Damio: Urge to Kill. Pinnacle Books, 1974, ISBN 0-523-00380-3.
- David Everitt: Human Monsters. Contemporary Books, New York 1993 ISBN 9780809239948
- Donald T. Lunde: Murder and Madness. San Francisco Book Co., San Francisco, CA 1976 ISBN 9780913374320

### Música
- La banda de doom metal, Church of Misery, lanzó una canción sobre Frazier en 2013, "All Hollow's Eve" perteneciente a su álbum Thy Kingdom Scum[8]

### Televisión
- En 2017, el caso fue el tema para un episodio de la serie de Investigation Discovery, A Crime to Remember (Episodio 7 de la temporada 4, "Killer Prophet")